# 福留功男
福留 功男（ふくとめ のりお、1942年（昭和17年）1月28日 - ）は、日本の男性フリーアナウンサー、タレント、総合司会者、ニュースキャスター、エグゼクティブ・プロデューサー。元日本テレビ エグゼクティブアナウンサー。
高知県香美郡香北町（現：香美市）生まれ。大阪市育ち。愛称は「トメさん」。「トメじじい」と自称したこともある。

## 来歴

### 生い立ち〜日本テレビ入社
大阪市立五条小学校、大阪市立天王寺中学校卒業。中学生時代の部活は最初は演劇部だったが、後に自分で放送部を作って転部。また、同じ頃アイスホッケーにも力を入れていた。
追手門学院高等学校卒業後、医師を目指して大阪大学医学部など何度も医大受験をするも失敗し、2浪の末入った明治大学文学部演劇学科を卒業。大学在学中から日本テレビ報道局でアルバイトを続け（一時は朝日放送東京支社でのアルバイトも掛け持ちしていた）、1966年に日本テレビへ入社。関西テレビ放送に入社したアナウンサーの先輩である杉本清などと同様に、新卒採用や中途採用のいずれでもなく、非正規雇用であるアルバイトからの叩き上げ社員となった。
報道記者を経て喋りの上手さを買われ、1970年アナウンス部へ異動。初めて顔出しで出演した番組は『新春コロムビア歌謡大行進』。1971年からスタートした『まんがジョッキー』の出演者として知名度を得る。しかし、「このまま子ども向けのキャラクターになってしまうのではないか」と危惧を抱いて降板を申し出たところ、会社命令に背いたという名目で表舞台での仕事を一切剥奪されるというペナルティーを課され、内勤業務へ回される。なお、この間は矢島正明、山田康雄ら有名声優を見習って話術の向上のためのトレーニングと勉強も積んでいたという。

### 人気アナウンサーに
ペナルティーが解かれてからもレギュラー番組を任せられることはなく、単発スペシャル番組のリポーターやバラエティ番組のナレーション程度しか出番がない状態が続いた。当時、麹町の日本テレビ本社には（シフトの確認、郵便物の受け取り等で）たまに顔を出す程度で、赤坂の東北新社で編集室に缶詰になる毎日だったため、本人は「飼い殺し状態だった」と語っている。
しかし1977年、特別番組として『史上最大!アメリカ横断ウルトラクイズ!!』の企画が社内で持ち上がる。収録の日程上、長期間海外出張できる余裕のあるアナウンサーが必要になり、レギュラーを持っていない福留にお鉢が回ってきた。1986年、ウルトラクイズの司会が評価され、第23回ギャラクシー賞・選奨を受賞。ウルトラクイズがレギュラー化した後に、高校生から「アメリカ横断ウルトラクイズに参加したい」という手紙 を多くもらい、その手紙に応えて福留が企画・誕生させた番組が『全国高等学校クイズ選手権』（高校生クイズ）である。
『アメリカ横断ウルトラクイズ』が年一回のレギュラー番組となり、人気番組に成長するとともに福留の知名度もさらに上昇。先輩である徳光和夫の後を継いで1988年から『ズームイン!!朝!』の第2代総合司会にも就任。自らが災害・事故・事件現場に積極的に赴き、また、番組制作・進行・構成にも深く関与し、全国の系列各局との密接な連携などを行った。『ズームイン!!朝!』の視聴率が20%を超えたのも、福留時代だった。日本テレビアナウンサー時代は、徳光との「トクさん・トメさん」コンビで、バラエティ番組から報道番組、選挙特別番組まで数多くの番組に出演。
福留は徳光を目標、そして鑑として見習って来たが、プロデューサーの佐藤孝吉に「無駄な喋りが多い」と指摘され、そこから、軽妙でバラエティ色が強かった徳光に対し、福留は無駄な言葉や放送中の冗長な演出を一切排除し、事実だけを伝えていく道を歩み始める。後年語ったところによれば、佐藤は福留を喫茶店に呼び出し、「調子はどうだ?」と問いかけ、やり取りを繰り返した。帰ろうとしたところ、佐藤は足元にちぎられた紙ナプキンを指さし、「これを拾え」と指示。福留が疑問に思って問うと、「おまえが俺（佐藤）との会話で発した無駄な言葉だ。『そして』『しかし』『えーっと』とか言った言葉だ。それだけ無駄な喋りが多いんだ」と返されたという。1978年12月14日、マーシャル諸島で見つかったゼロ戦を題材とした1時間半の『緊急特報 南の島にゼロ戦15機発見!!』を任された。これはわずかな資料映像をもとにして制作され、本編は福留がカメラに向かって語り続けるというものであった。本番3日前に原稿用紙400枚もの原稿を手渡され、丸暗記して挑んだ。佐藤からは「俺が書いた台本を一字一句間違えずに暗記しろ。そしてそれをお客さんの胸にまっすぐ語り掛けろ。チラッとでも原稿に目を落としたら容赦しない」とも言われていた。ノーミスで乗り切った福留は佐藤から「ぐっと伸びた」と評価される。
担当番組の中には生放送中、台本を一切見ないで2時間単独で喋りっぱなしというものが多いが、福留は毎回、台詞をすべて完璧に覚えていたという。

### フリー転身
1991年3月31日、日本テレビを退社。クレージーフォーを設立（同事務所は2004年6月30日に解散）。
フリー転身のきっかけは、知り合いの番組制作会社社長から会食に誘われたことである。福留はいつもの2人きりでのざっくばらんな食事の席かと思っていたところ、場違いとも思える座敷に通され中に入ると、すでにTBSの役員クラスの人物が2人ほどいたといい、その席で『ブロードキャスター』の司会就任の打診を初めて受けたという。
しかし、番組開始までもう時間がなく、日本テレビを退社するにもその後の残務整理などを行うには十分な時間が無かったことから、福留は即答できずいったん持ち帰りとし、局に帰って生みの親ともいえる当時日本テレビの取締役であった佐藤に相談したところ、「俺はそっちのほうがいいと思うよ」と背中を押す返事を貰った。そして佐藤は、「ちょっと待ってろ」と福留に告げると急いで局の全役員に連絡をして 福留の退社に関する話を取り付け、最終的に『ズームイン!!』の出演もフリーの立場で継続することを条件に円満退社が認められる運びとなったという。福留の『ブロードキャスター』初登場が放送開始から半年遅れなのはこのためである。
以後、人気総合司会者として数多くの番組を育て上げてきたが、視聴率の低下や自身の高額ギャラがネックとなり、2008年9月をもってすべて打ち切りとなった。加えて、1991年に腹腔鏡による胆石手術を受けたことや、心臓の持病の悪化（ペースメーカーが入っており、身体障害者1級認定を受けている）、顔面の左側がベル麻痺になるなど自身の体調不良が続いたこともあり、一線を退く覚悟を決め、身体の負担が少ない単発の仕事を散発的に行うスタンスへ移行していった。
2011年3月3日、全日本空輸（ANA）の国際線25周年とボーイング747-400国際線機材の引退フライト（成田→グアム間）を記念して、サプライズゲストとして機内アナウンスに登場。機内では福留のアナウンスが流れたため、「『アメリカ横断ウルトラクイズ』風の機内ペーパークイズが行われ、ブーブーゲートによる結果発表で敗者になったら、そのまま成田へ強制送還されるのでは?」と、ほとんどの搭乗客は不安がっていたという。実際に福留は、25年前のグアム線初便フライトに搭乗していた。
2011年12月、ニコニコ生放送への初出演を果たし、東日本大震災の震災孤児の実状に迫る番組を放送した。同じく12月19日の『人生が変わる1分間の深イイ話』では、歴代『ズームイン!!』（『ズームイン!!朝!』『ズームイン!!SUPER』『ZIP!』）総合司会者である徳光・福澤・羽鳥・桝太一と共演した（5人が共演するのはこれが初めて）。
体調面での回復と家族の後押しに、自身の心境の変化から2013年からは再び活動を活発化させつつあり、BS朝日で不定期に放映されていた『日本焼き物紀行』で旅人を務めていたが、2013年4月に『留さんのニッポン焼き物紀行』としてリニューアルされ毎月1回の放送となった。2013年10月から2014年10月まで『ザ・スター』（BSフジ）の司会を担当した。
近年はメディアへの登場機会は減少しているが、明治大学の後輩にあたり、『ズームイン!!朝!』で共演していた元福岡放送アナウンサーで参議院議員の古賀ゆきひとの後援会名誉顧問を務めており、古賀のYouTubeチャンネルにも出演したりしている。
局アナ時代から多くの発展途上国を取材。その縁で「なんとかしなきゃ!プロジェクト」著名人メンバーでもある。

## 福島県・高知県との関係
1990年から東京都と福島県猪苗代町で「二地域居住」を実践している。2005年12月に出演の『ザ!情報ツウ』でその暮らしぶりをホームビデオで紹介したほか、2008年には二地域居住の素晴らしさを紹介する番組『活き活き田舎暮らし』の司会を担当した。
福留が故郷の高知県香美市に2001年から続けた寄付をもとに、2009年4月11日、「香北の自然公園」がオープンされ、開園の式典には福留も出席した。市が香美市立やなせたかし記念館（通称「アンパンマンミュージアム」）に隣接して整備したもので、公園には福留のキャラクターが入った記念碑もある。広さは約3ヘクタールで、市花のアジサイなど約70種類1万4000本が植栽されている。歩道の舗装を市が850万円かけて今後行うほかは、用地取得から植栽まで全て福留の寄付金で賄ったが、寄付額は福留本人の意向で非公表である。
このように福島県と高知県になじみ深いことから、福島県のしゃくなげ大使（2009年3月 - ）、高知県の観光特使（2009年4月 - ）に任命されている。

## 人物・エピソード
- 兄が居る[15]。
- 高知県出身者らしく、尊敬する人物は「坂本龍馬以外に居ない」と言う[3]。
- やなせたかしとは同郷で親交があった。なお、福留の実家は香美市立やなせたかし記念館（アンパンマンミュージアム）のすぐ近くとのこと[16]。
- 少年時代から映画好きであり、特に西部劇が好きで、好きな映画に『シェーン』『黄色いリボン』『海賊バラクーダ』『アラビアのロレンス』を挙げている[17]。中でも『シェーン』は8回繰り返し見に行ったほどで、1990年の『第14回アメリカ横断ウルトラクイズ』では、シェーンのロケ地となったグランドテートンに行くことが実現している[18]。
- 明治大学進学を決めた理由には、作家など有名人が教授や講師として来ていること、中学生時代から力を入れていたアイスホッケーが大学日本一になっていたことなどを挙げている。しかしもっと上の大学に進んだ同級生と比べると、劣等感ばかりがしたと述べている[16]。また、報道記者からアナウンサーに転向する時は、最初は「報道記者失格の烙印を押されたようで嫌だった」と言う（福留は報道記者という仕事について「自身の言葉で世の中の動きを伝えられることに男のロマンを感じていた」とする一方、アナウンサーという仕事については「ただ人の書いたものを読むだけの仕事に思えて嫌だった」と、当時の心境を語っている）[19]。後にアナウンサーの立場から報道記者を見るようになって「記者の書く字は汚ねえなあ、読む方の身にもなれよ」と思っていたこともあったという[20]。
- アルバイト時代で悔しかったエピソードとして、新潟地震の取材に同行するように言われ、陸上自衛隊市ヶ谷駐屯地に行ったが、飛行機が飛び立つ直前で「アルバイト学生には墜落した時の補償が無いからやめてくれ」と言われたことを挙げている。この時、早く社員にならなければいけないと思うようになったという[21]。
- 入社した時、社内に通達される社内文書に『福留留吉』と名前が誤って記載されていたことがあった。アルバイト時代から『トメ』と呼ばれていたこともあり「間違って思い込まれていたかも」と本人は振り返っている[22]。
- 初めて顔出し出演した『新春コロムビア歌謡大行進』で、アントニオ古賀の曲紹介の時に『南から来た恋』の曲名を度忘れし、言葉に詰まったことがあった。後に古賀に会った時にも「勘弁してよ、俺は死んだってこの曲は忘れないよ」と突っ込まれたことがあったという[6]。
- 日本テレビの入社試験の際、英語の筆記試験にまったく自信がなかったため、当時日本テレビでアルバイトをしていた福留は、出題者である外報部長がトイレの個室に入る度に外から「ヒントを教えてくれませんかね」と情報を聞き出した[23]。
- 本格的にプロ野球ファン、読売ジャイアンツファンになったのは日本テレビ入社以後のことで、巨人ファンになったきっかけは、取材で一緒になった王貞治の人柄に惚れ込んだなどのことだったという[注 11]。また一方で「巨人が勝たないと日本テレビの視聴率が下がる」という観点との理由もあったという。なお、「本当は阪神ファンじゃないですか?」と言われたこともあったが、これについては自著『葬らん!』の中で否定している[24]。
- 初めてサインをもらった野球選手は、南海ホークスに在籍していた黒田一博だった。なお、後に黒田の息子・博樹に会った時に、博樹の母が福留とは同じ中学で同級生だったということを聞いている[25]。
- 福留の娘も放送人であり、日本テレビの社員である（長女は編成局所属を経て現在は別部署に勤務）。1998年の『今世紀最後!史上最大!!アメリカ横断ウルトラクイズ』ではスタッフとして父に同行した。娘は他にも1人いるが、今は2人とも独立し、現在は妻と2人暮らしである[26]。
- 仕事に対する姿勢は非常に厳しく、特に生放送の番組では一秒のタイムロスも許さなかったという。自身が司会を務めた『アメリカ横断ウルトラクイズ』や『ズームイン!!朝!』では企画・製作にも深く関わり、番組のスピーディーな進行に貢献している。先輩の徳光は福留の仕事への姿勢について「アナデューサー（アナウンサー+プロデューサーの造語）」と評している[27]。
- 現在の仕事のスタンスについて、現在のテレビ番組は「芸人をブッキングするだけでそれ以上は自分達では何も考えていない」として制作手法に嫌悪感を持っており、「今の地上波はやりたくない」と語っている。また、派遣会社から来たADを多用しているような制作チームの一体感のなさについても「一緒にものを作っている仲間どうしでボーナスの出る・出ないの違いがあるのは可哀想だし、（派遣ADの処遇について）“寝ない、食わない、休ませない、給料安い”ではどこに喜びを感じさせてあげられるのか」と警鐘を鳴らしている。現在はどうしても自身が必要とされる場合を除いて基本的にオファーを断っており「若い人たちに道を譲るべき。いつまでも自分が続けているような時代じゃない」とも語っている。

## 出演番組

### 日本テレビ系列
報道・情報番組
| 期間                   | 期間                   | 番組名                       | 役職                             | 備考 |
| ---------------------- | ---------------------- | ---------------------------- | -------------------------------- | --- |
| 同局アナウンス部異動後 | 同局アナウンス部異動後 | NNNスポーツニュース          | タイトルコールおよび提供読み担当 | |
| 1979年4月2日           | 1981年3月27日          | タウン5                      | 司会                             | |
| 1988年3月8日           | 1998年8月31日          | ズームイン!!朝!              | 司会                             | 1991年4月1日放送からフリーとして出演、その他にも同番組の特別版である『ズームイン!!夜!』『ズームイン!!静岡!』『ズームイン!!アジア!』にも出演 |
| 『ズームイン』担当期間 | 『ズームイン』担当期間 | 追跡                         | 青島幸男の代役司会               | フリー転身後も代役として随時出演 |
| 『ズームイン』担当期間 | 『ズームイン』担当期間 | ルンルンあさ6生情報          | 代役司会                         | 遅刻した鈴木君枝の代役としても出演経歴がある                                                                                                |
| 1991年4月              | 2005年9月              | スーパーテレビ情報最前線     | 随時出演                         | |
| 『ズームイン』担当期間 | 『ズームイン』担当期間 | ジパングあさ6                | 随時出演                         | 緊急時および直後番組であり当時司会を担当した『ズームイン!!朝!』との合同によるCM番宣に出演                                                   |
| 1995年4月21日          | 1996年3月12日          | 解禁テレビ→噂の!解禁スタジオ | 司会                             | 番組制作は『ズームイン』と同じ東阪企画 |

バラエティ・クイズ関連・単発・特別番組・代理出演・ゲスト出演番組・その他
- まんがジョッキー ※「ふくとめのりお」として出演。
- 木曜スペシャル
- 時間だヨ!アイドル登場
- ヒット'76 - 出場男性へのインタビュアー
- アメリカ横断ウルトラクイズ
- 全国高等学校クイズ選手権
- 歌まね振りまねスターに挑戦!! - ナレーション・提供読み
- なぜなぜダイヤル!?
- あまから家族 - 七代目立川談志降板後の代理司会
- 11PM
- なぜなぜ九州（福岡放送の制作によるNNN九州ブロックネット番組）※日本テレビに在籍しながら初代の司会を担当
- クイズ・地球NOW
- さよなら大放送 おもしろ国鉄スペシャル - オークション会場司会他
- 衝撃映像信ジラレナイ99連発シリーズ ※制作は『ズームイン』と同じ東阪企画
- ぐるっと日本グルメ旅
- いつみても波瀾万丈[28]
- オジサンズ11[28]
- 水曜ロードショー ※水野晴郎不在時の代理司会。
- 世界の決定的瞬間
- 巨泉のワールドスタークイズ
- 日本歌謡大賞
- 欽ちゃんの仮装大賞
- 番組対抗かくし芸大会
- NTVハプニング大賞
- もうすぐ公開! ホーホケキョ となりの山田くんスペシャル ※辺見えみりと共にナビゲーター。
- 史上最大全国民が選ぶ美味しいラーメン屋さん列島最新ベスト99
- 知力!体力!家族の絆!日本列島大家族クイズ!
- 間寛平アースマラソン特番 ※司会・ナビゲーター。スタッフは『いつみても波瀾万丈』と同じ。第1弾は2008年12月、第2弾は2009年3月14日、第3弾は2009年6月2日に放送。第2弾、第3弾の時はアメリカにて寛平を出迎えた。2011年1月放送の特番最終回では実況を担当。
- 福井放送開局50周年特別番組 家族のまんなか（福井放送）
- クイズ世界はSHOW by ショーバイ!! ※特番でのゲスト司会。
- 太田光の私が総理大臣になったら…秘書田中。 ※複数回ゲスト出演。『証人喚問スペシャル』では毎回“官房長官”となる。
- 24時間テレビ 「愛は地球を救う」 - 第1回から1990年代まで、深夜帯など一部コーナーの総合司会などで出演。第14回（1991年）には番組自体の総合司会として出演した。第40回（2017年）以降、2日目の早朝の企画「復活ズームイン!!」に歴代ズームイン!!シリーズ総合司会者の徳光和夫、福澤朗、羽鳥慎一、桝太一と共に毎年出演[28]。

### BS日テレ
- こじゃんと土佐流シリーズ（2009年12月 - 2011年12月まで11回放送）
- 福留功男の活き活き田舎暮らし
- シニアのための楽ラク海外生活（2010年10月、2夜連続）

### TBS系列
報道・情報ワイドショー番組
| 期間       | 期間      | 番組名             | 役職                   |
| ---------- | --------- | ------------------ | ---------------------- |
| 1991年10月 | 2008年9月 | ブロードキャスター | メインキャスター       |
| 2000年4月  | 2004年3月 | ベストタイム       | 総合司会               |
| 2008年10月 | 現在      | サンデージャポン   | パネラーでの不定期出演 |

バラエティ・特別番組
- 21世紀プロジェクト特別番組・年越し38時間生放送
  - テレビのちから（1998年 - 1999年）
  - 超える!テレビ（1999年 - 2000年）
  - SAMBA・TV（2000年 - 2001年）[28]
- THE!おいしい番組（毎日放送）
- 仰天!くらべるトラベル ※フリー転身後初のレギュラー番組。
- 世界お宝ハンティング 勝負は目利き
- 復活の日
- オールスター感謝祭（解答者）※1991年 - 1995年頃にかけて出演。
- オールスターデビューの瞬間 映像大公開スペシャル（2000年、司会）
- 渡る世間は鬼ばかりいよいよ始まるよ記念!幸楽開店!超豪華有名人で大繁盛SP!!（2004年） - 司会
- おめでとう!紀宮さまご婚約へ…美智子さまと歩んだ35年間の軌跡（2004年、司会）
- 特別追悼番組 ありがとう遠藤実さん 貴方の歌があったから（2009年、司会）

### BS-TBS
- グリーンの教え（2010年4月） ※ゲスト出演

### フジテレビ系列
- 福留のザ・捜査!（関西テレビ）

### テレビ朝日系列
- 桜満開!!京都旅情スペシャル（朝日放送） ※山城新伍と共演。

### BS朝日
- 留さんのニッポン焼き物紀行（不定期）
  - 二本松・万古焼（福島放送：2010年6月26日、BS朝日：2010年7月18日放送）ほか

### BSフジ
- ザ・スター リバイバル（2013年10月19日 - 2014年10月3日） - 司会

### テレビ東京系列
- 福留の22の21
- 月10万円で豊かに暮らせる町&村
- やすしきよし漫才特番シリーズ ※制作は『ズームイン』と同じ東阪企画。
- 天神祭生中継2003（テレビ大阪） ※なるみと共に司会。
- 福留功男のジャングー! 一緒にやろうよ〜ウガンダの青い空と白球
- 福留功男のジャングル紀行「緑の絆」

### ニコニコ生放送
- 福留功男、震災孤児について考える（2011年12月17日）
- 福留功男、タイと日本の「被災地」を考える（2012年1月24日）
- 福留功男、震災と洪水の「これから」を考える（2012年4月10日）

### テレビドラマ

#### 日本テレビ系列
- 快獣ブースカ（1966年 - 1967年） ※予告ナレーション。第47話「さようならブースカ」では、アナウンサー役で顔出し出演。
- Wパパにオマケの子?!（1987年 - 1988年） - オープニングナレーション
- 火曜サスペンス劇場 「ズームイン!!朝!殺人事件」（1988年、国際放映）
- ゴールデンボーイズ 1960笑売人ブルース（1993年） - すし屋の大将

#### TBS系列
- 月曜ドラマスペシャル 「戦いすんで日が暮れて」（1997年）
- 月曜ドラマスペシャル 「戦友」（1997年）
- 夫婦道 第1話（2009年）

### テレビアニメ
- 美味しんぼ[29]（1988年） - 中松警部 役

### ラジオ番組
- 青森放送開局30周年特別企画 RABラジオ ウルトラクイズ (1983年3月)
- 福留功男のスポーツ超特急（ラジオ日本）
- POWER FRIDAY（bayfm） ※城之内ミサと出演。
- TBSラジオエキサイトベースボール　留さんのI LOVE Baseballコーナーレギュラー出演
- 福留功男のチョット無理して生きてます（1997年10月 - 1998年3月、TBSラジオ）
- テリーとうえちゃんのってけラジオ（ニッポン放送） ※ゲスト出演。日テレ時代、上柳昌彦との縁があり、当時の思い出話を披露した。
- 爆笑問題の日曜サンデー（2012年10月21日、TBSラジオ） ※ゲスト出演。
- 大竹まこと ゴールデンラジオ!（2014年2月19日、文化放送） ※ゲスト出演、当日のパートナーは日テレ時代の部下だった町亞聖であった。
- 大谷ノブ彦 キキマス!（2015年2月4日、ニッポン放送） ※ゲスト出演。
- 徳光和夫 とくモリ!歌謡サタデー（2015年4月25日、ニッポン放送） ※ゲスト出演。

## CM
- 講談社「少年少女講談社文庫（ふくろう文庫）」※『驚異の世界・ノンフィクションアワー』内のオリジナルCM。
- シャープ 「ハイクッカー」ほか ※『シャープ・スターアクション』内のオリジナルCM。
- 明治製菓 「ウルトラクイズ」（1985年） ※日テレアナウンサー時代に声の出演。
- キャベジン（1991年、興和） - ナレーション
- アサヒビール 福島麦酒（1992年 - 2000年）
- 牛乳普及協会
- 日立製作所 「パソコン・フローラ」（1995年、長嶋茂雄、パンチョ伊東ともに出演。新聞広告出演時のキャッチコピーは「長嶋さんが始めた以上、私、福留も」）

## 映画（劇場版）
- ガメラ2 レギオン襲来（1996年） - 『ズームイン!!朝!』のキャスター 役
- それいけ!アンパンマン ばいきんまんと3ばいパンチ（1996年） - アオキンマン 役

## 著書
- 私情最大!アメリカ横断ウルトラクイズ（1984年11月、スポーツライフ社）
- 葬らん!（1997年7月、AG出版） ※初の自伝
- はやい、うまいが僕の味-トメさんの料理ノート（1998年10月、文化出版）
- ウルトラクイズ伝説（2000年1月、日本テレビ） ※編著
- ニッポンのごはん トメさんスペシャル（2004年10月、ソニーマガジンズ）
- トメさんのこれが旨い!（2005年10月、ソニーマガジンズ）

## CD
1. めぐり逢う朝（1998年1月、ファンハウス、FHDF-1669）※城之内ミサとのデュエット
（c/w チョット無理して生きてます。）